# Esata
Esata is een kunsttaal gebaseerd op het Engels. De grammatica is regelmatig en zonder uitzonderingen, en de woorden, die voor een groot deel uit twee letters (één lettergreep) bestaan, lijken veel op het Engels, voornamelijk qua uitspraak.

## Voorbeelden
In Esata is de basis dat je al zinnen kunt maken met één woord: je plakt lettergrepen aan elkaar, die allemaal iets betekenen.
Bijvoorbeeld:
- hubiyu?
  - Who are you?
    - Wie ben je?
- wobixi?
  - Where is she?
    - Waar is ze?
- gidecutodabo
  - Give the food to that boy.
    - Geef het eten aan die jongen.

## Uitspraak
Het Esata-alfabet bestaat uit alle 26 letters van het Latijnse alfabet. In Esata hebben, in tegenstelling tot het Engels, alle letters een unieke uitspraak.
De klinkers worden als volgt uitgesproken (de woorden die als voorbeeld dienen zijn uitsluitend Engelse woorden!):
- a als in father.
- e als in get.
- i als in sweet.
- o als in note
- u als in boot.

De medeklinkers worden uitgesproken als in het Engels, met deze kwalificaties:
- c als ch in cheese.
- x as sh in shine, niet het ks-geluid als in box.
- g als in good.
- q alleen gebruikt als hij gevolgd wordt door een u.
- s als in see, niet het z-geluid als in goes.
- y als in yes, niet een klinkergeluid.